# Юліана де Фонтевро
Юліана (Жуліана) де Фонтевро (1090 — після 1136) — французька дворянка, позашлюбна донька короля Англії Генріха I. Вона відома тим, що намагалася вбити свого батька. Розповідь про ці події можна знайти в Historia Ecclesiastica Ордеріка Віталія.

## Біографія
Джуліана де Фонтевро була позашлюбною дочкою короля Англії Генріха I; коли вона народилася, її батько ще не був королем. Її мати невідома, хоча деякі вчені припускають, що це коханка короля Ансфріда (Ansfride), також вона була матір’ю Річарда Лінкольна та, можливо, Фулка Фіцроя, двох інших позашлюбних дітей Генріха. Хоча згадки Ордеріка про матір Юліани як про «наложницю» ставить під сумнів її ідентифікацію як Ансфріду. Серед зведених братів і сестер Джуліани були імператриця Мод, Вільям Аделін, Сибілла Нормандська, королева Шотландії та Роберт Глостер.
У 1103 році Джуліана одружилася з Юстсасом (Eustace) Бретейським, бастардом Вільгельма Бретейського. У них було щонайменше дві дочки.
У лютому 1119 року Юстас і Джуліана погрожували приєднатися до повстання проти короля Англії Генріха I, якщо їм не віддадуть замок Іврі. Щоб забезпечити лояльність Юстаса, Генрі влаштував обмін заручниками: доньок Юстаса та Джуліани (що були онуками Генріха) та сина Ральфа Гарнека, констебля Іврі. Можливо, підбурюваний Аморі де Монфором, Юстас вирізав очі сину Ральфа і відправив його назад до батька. Розлючений Ральф звернувся до Генрі за справедливістю. Генріх дозволив осліпити власних онук, а також відрізати їм кінчики носа. Цей інцидент ще більше віддалив короля та його дочку.
Джуліана вирушила до цитаделі Бретея, де виявила невмотивований гарнізон. Повідомлений про дії Юліани, король рушив до Бретея і взяв в облогу цитадель. З безвиході Юліана погодилася на переговори з батьком, але під час зустрічі невдало вистрілила в нього з арбалета. Він зруйнував підйомний міст і довів облогу до здачі замку, кинувши переможену доньку в тюрму. Втім вона зважилася на втечу, зістрибнула з вежі замку в крижану воду рову та втекла до чоловіка, який був у Пасі. Пара втратила все своє майно, крім Пасі. Бретей був тимчасово переданий Вільяму, сину Ральфа Гарнека, пізніше Річарду Лінкольну, а після його смерті Роберту де Бомонту, 2-му графу Лестера, який був одружений з кузиною Юстаса.
Зрештою Генрі помилував Юстаса та Джуліану після того, як вони до нього на колінах звернулися за помилуванням. Їх благання підтримали друзі та брат Юліани Річард. Юстас отримував триста срібних марок щороку як винагороду за втрачений Бретей. Він помер у 1136 році, а Генріх 1 грудня 1135 року. Після смерті чоловіка Юліана усамітнилася в абатстві Фонтевро. Вона дожила до ранніх конфліктів між її зведеною сестрою Мод і двоюрідним братом Стівеном.